# Tyfonen Xangsane

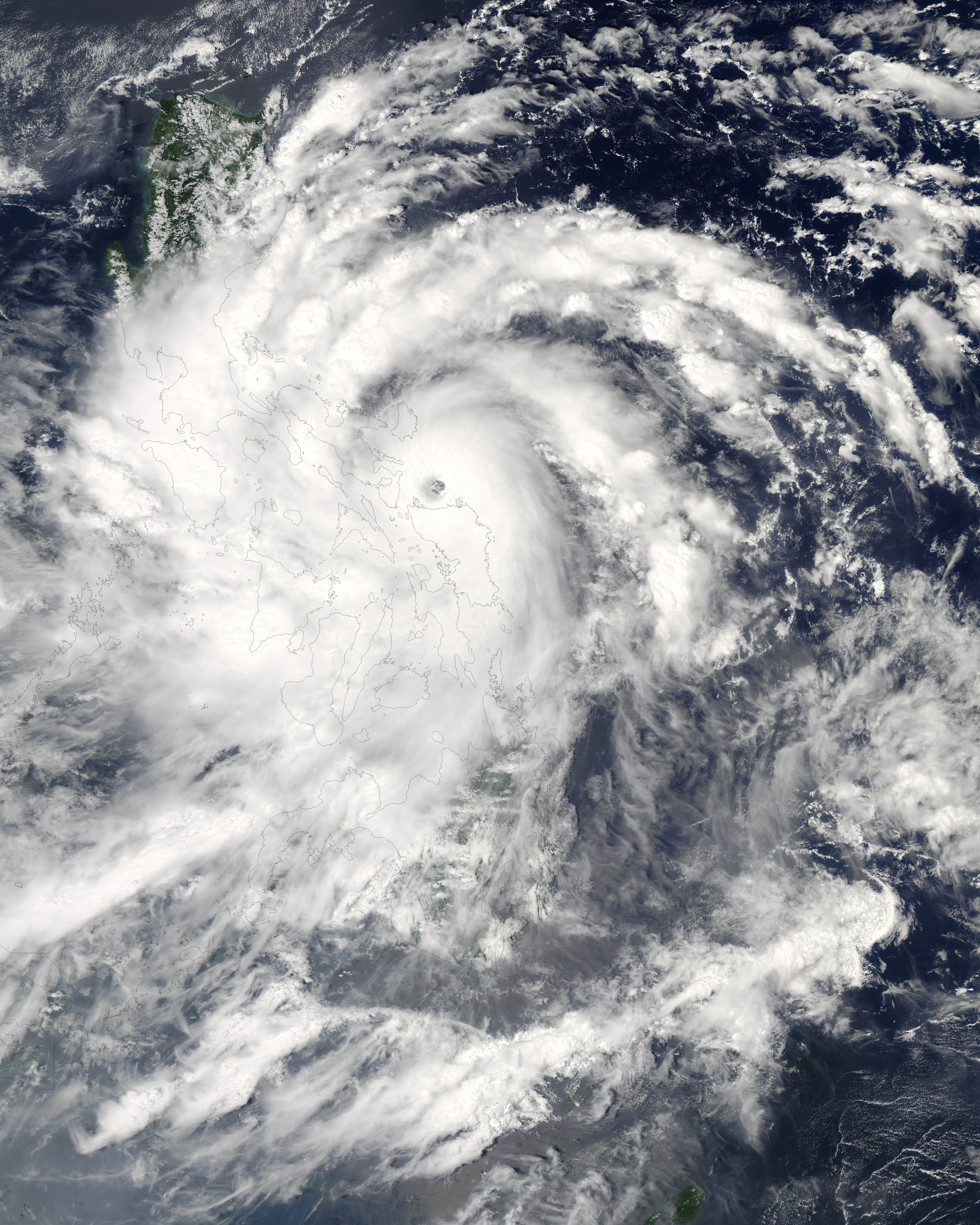
Xangsane, 27 september 2006

Tyfonen Xangsane (laotiska: elefant) kallas den tyfon som år 2006 vållade stor förödelse i Filippinerna och Vietnam. Stormen krävde minst 161 dödsoffer i Filippinerna, och cirka 146 000 byggnader kollapsade. I Vietnam dödades 11 personer, där också flera hundratusen bostäder förstördes.